# 기독교의 예루살렘
기독교인들 관련하여 첫 세기동안 기독교에서 예루살렘의 역할이란 신약성경에 기록된 것처럼 사도시대나 예수의 사역시기에서 구약성경과 함께  매우 중요하다.

## 신약과 초기 기독교에서 예루살렘

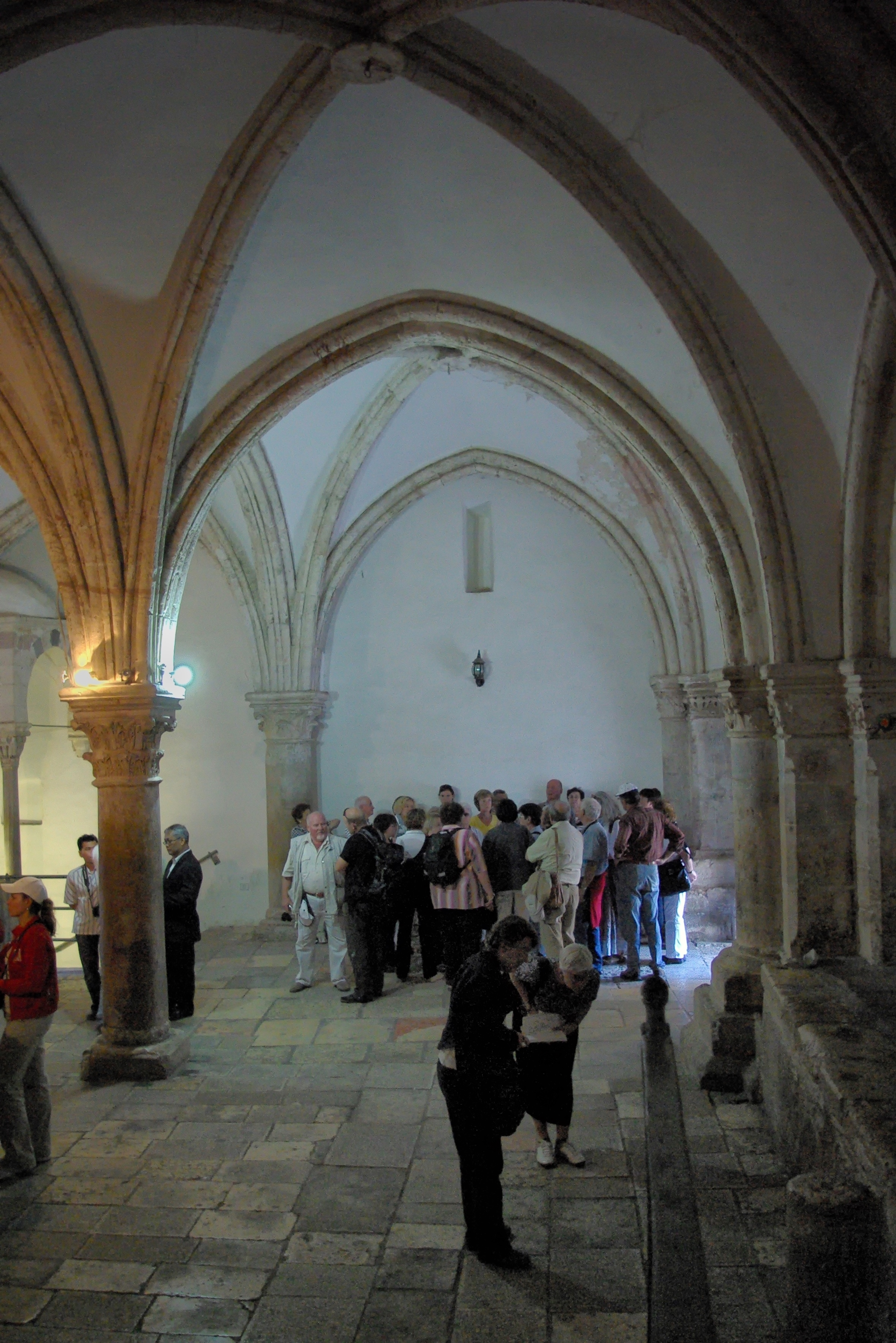
최후의 식사와 오순절 강림이 있었던 곳으로 최초의 사도교회의 자리라고 주장되는 곳이다.

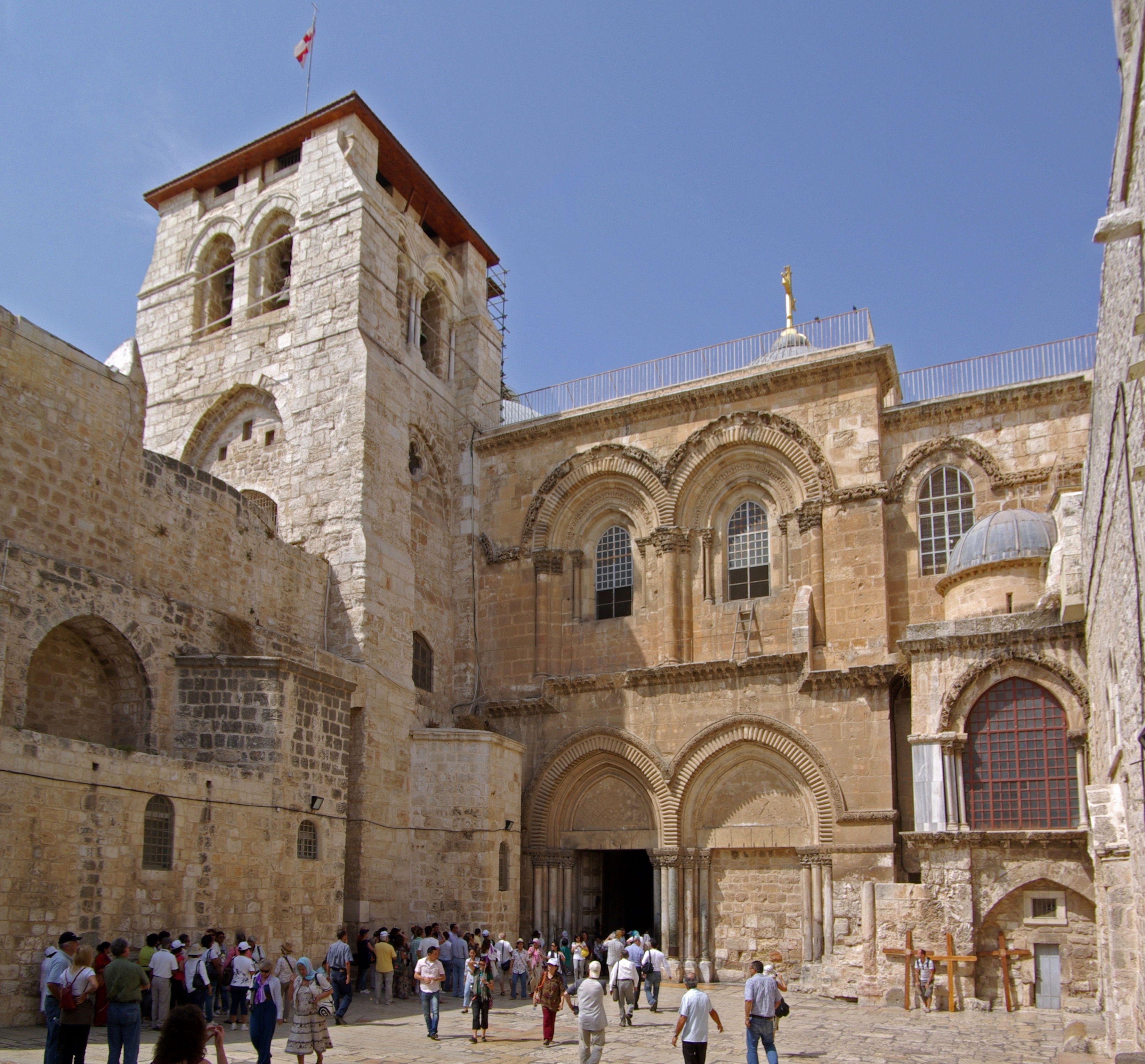
거룩한 무덤교회

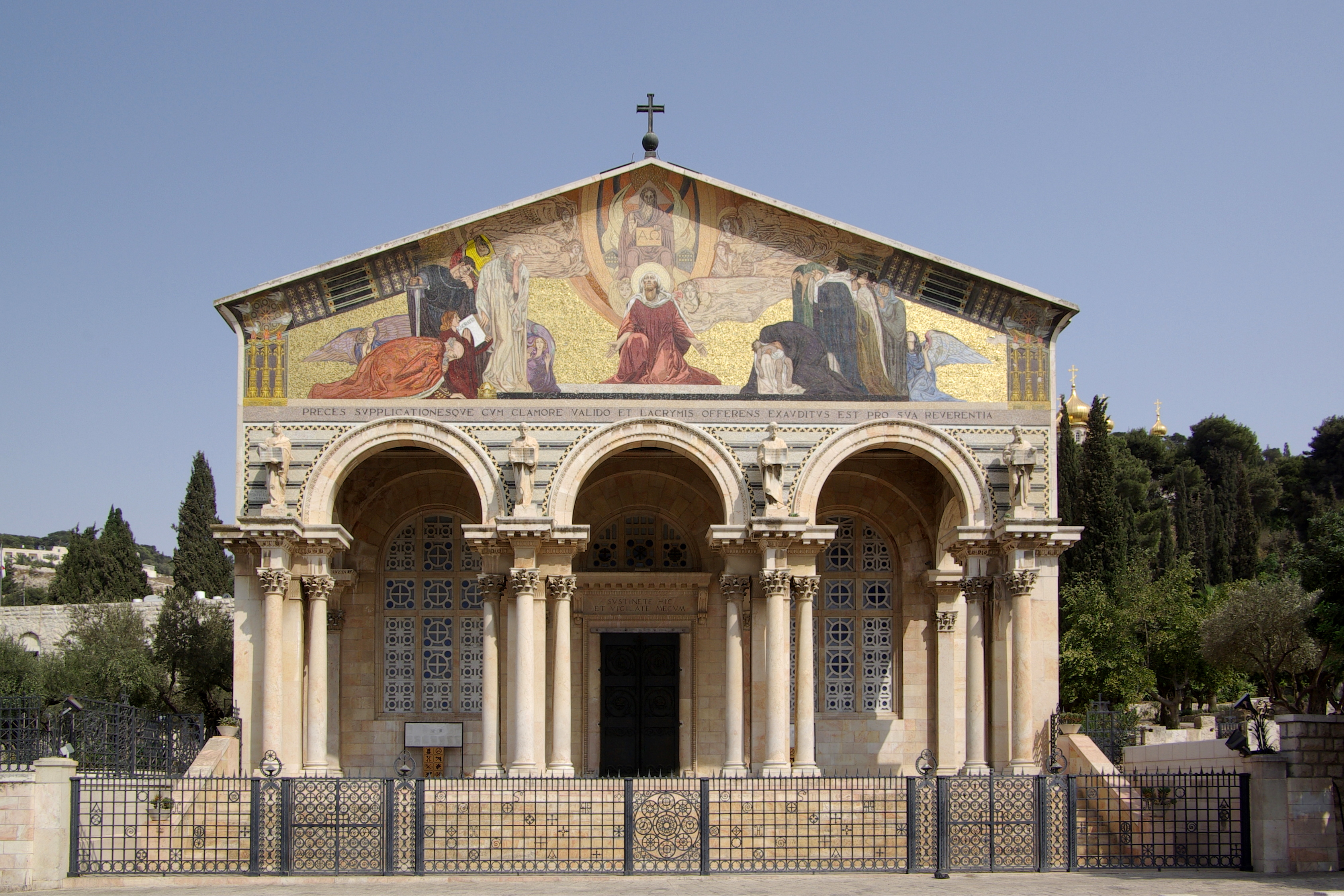
올리브 산 근처 만국교회

## 중세 전통
638년 예루살렘의 주교 소피로니우스(Sophronius)는 예루살렘의 열쇠를 칼리프 우르'의 이슬람 세력에 넘겼다. 그들은 기독교인들을 박해하였다. 이런 박해로인해 십자군이 처음으로 예루살렘.에 오게되었고 사태는 더욱 악화되었다.   1099년 7월 15일 1차 십자군이 예루살렘을 탈환하였다. 도시의 사람들 대부분 살해당했다. 잠시 정복하였지만 오랫동안 19세기까지 터어키의 관할하에 있었다.

## 교회의 비유로서 예루살렘
예루살렘은 그리스도의 교회로 풍유로서 해석되었다.  하늘의 예루살렘은 묵시적 전통에서 강조되었다. 십자군 운동시절에서도 예루살렘을 통제하지 못하였다. 어거스틴은 서구 로마 제국의 멸망하는 동안에 신의 도성을에서 참된 살아있는 예루살렘으로서 교회를 성경적 상징과 은유로 설명하였다.

## 같이 보기
- 기독교 시온주의
- 새 예루살렘